# 알베르트 로카스
알베르트 로카스 코마스(카탈루냐어: Albert Rocas Comas, 1982년 6월 16일~)는 스페인의 은퇴한 핸드볼 선수로 현역 시절 포지션은 라이트윙이다. 스페인의 프로 핸드볼 리그인 리가 아소발에서 주로 활동했으며, 스페인 국가대표팀의 일원으로서 2008년 하계 올림픽에서 동메달을 획득했다.